# Haruma Miura
Haruma Miura, född 5 april 1990 i Tsuchiura i Ibaraki prefektur, död 18 juli 2020 i Tokyo, var en japansk skådespelare. Han medverkade i filmer som Koizora och Kimi ni Todoke. Han begick självmord genom hängning den 18 juli 2020.